# Colomboy
Colomboy es un centro poblado del departamento de Córdoba bajo jurisdicción del municipio de Sahagún. Es considera el principal centro poblado del municipio. Está ubicado a la margen derecha de la troncal de occidente vía que comunica el departamento de Córdoba con el interior del país. A 25 kilómetros de su cabecera municipal. Este centro poblado tiene unos 5000 habitantes aproximadamente.

## Geografía
Colomboy se encuentra ubicado en la subregión de La Sabana Cordobesa, con una temperatura promedio máxima de 32 °C y mínima de 24 °C ; pero a ser clima paisaje de sabana durante la noche la temperatura desciende hasta los 24 °C.

## División territorial
El centro poblado Colomboy se encuentra dividido en 10 barrios:
Las Flores, El Campo, El Centro, San Roque, Villa Esperanza, 2 de Diciembre, Hawái, El Carmen, Colón, Bruselas y El Oasis.

## Cultura
Colomboy es reconocido en la región por la "Super Banda De Colomboy", una de las bandas musicales más grande de Colombia.
Otra entidad referente del centro poblado es el grupo "Trapiche de Colomboy"; grupo tradicional de gaitas que es unos de los más reconocidos a nivel subregional.

## Economía
Su economía se basa en la agricultura y la ganadería.
Es reconocido a nivel subregional por su panela de hoja, la cual se produce de forma artesanal en las conocidas estancias de trapiche.

## Infraestructura
En cuanto a educación Colomboy cuenta con una institución educativa de primer nivel que por siglas lleva el nombre del centro poblado (Inecol), formación en todos los niveles educativos como lo son preescolar, básica primaria y básica secundaria.
La sede principal de la Institución Educativa Colomboy se encuentra ubicada en el barrio el centro del centro poblado. Las sedes de Preescolar y primaria en los barrios San Roque y Colón.